# Beatrix av Lothringen
Beatrix av Lothringen, född 1020 i Lothringen, död 18 april 1076 i Pisa, var markgrevinna av Toscana som gift med markgreve Bonifatius III av Toscana, och Toscanas regent mellan 1052 och 1076 som förmyndarregent och sedan samregent med sin dotter Matilda av Toscana.

## Biografi
Beatrix var dotter till hertig Fredrik II av Övre Lothringen, greve av Bar, och Matilda av Schwaben. Hon gifte sig 1037 med Bonifatius III av Toscana. De fick två döttrar och en son. Vid hennes makes död 1052 blev hon regent för sin omyndige son Fredrik av Toscana. 
För att säkra stöd åt sin son gifte hon sig 1054 med hertig Gottfrid III av Nedre Lothringen. Gottfrid betraktades av kejsaren som en förrädare, och äktenskapet ledde till att Beatrix år 1055 tillfångatogs av kejsaren för att ha gift sig med en förrädare och fängslades i Tyskland med sin dotter. När hennes son strax därpå avled, blev hennes dotter Matilda formellt sett regerande markgrevinna med Beatrix som sin förmyndarregent, även om de i verkligheten saknade makt som kejserliga fångar. 
När kejsaren avled år 1056, tilläts Beatrix återvända till Italien med Gottfrid och sin dotter Matilda och kunde uppta regeringen i Toscana i praktiken. År 1058 tågade Beatrix och Gottfrid in i Rom som allierade med Leo de Benedicto och den nyvalde påven Nicolaus II mot motpåven Benedictus X, och tvingade den senare att fly från staden. Paret var allierade med kyrkans reformatorer, som Hildebrand och påven Alexander II, mot kyrkans kejsartrogna parti. Som ett led i denna politik hindrade Beatrix år 1062 motpåven Honorius II från att nå Rom. 
Gottfrid avled år 1069. Vid denna tid var Matilda 23 år gammal och myndig, men Beatrix avslutade inte sitt regentskap trots att hon formellt bara var regent under dotters omyndighet, utan fortsatte regera trots att dottern var myndig, och var därmed i praktiken hennes medregent. Beatrix agerade medlare mellan kejsaren och påve Gregorius VII 1074–1076. 